# Еталон А12210
Еталон А12210 «Астра» — украинский 12-метровый низкопольный городской автобус большой вместимости производства Бориспольского автозавода. За основу этой модели был взят троллейбус Еталон Т12110. Первый прототип появился в конце 2018 года. Серийное производство стартовало в 2019 году.

## Особенности
Автобус «Астра» вмещает в себя 102 пассажира, из которых 30 — сидячие. Салон оборудован для перевозки людей с ограниченными возможностями: в центре салона присутствует большая накопительная площадка, средней двери присущ пандус.
За всю историю производства на автобус ставят двигатель индийского производства Ashok Leyland Евро-5 мощностью 230 л. с. и крутящим моментом 700 Н*м. Мосты взяты от немецкого производителя ZF Friedrichshafen AG. Автобусу присущ топливный насос высокого давления, который изменяет клиренс, поднимает автобус и помогает водителю объехать препятствия. При скорости 5 км/ч насос наклоняет автобус.
Трансмиссия автобуса — 6-ступенчатая МКПП, однако планировались поставки автоматических трансмиссий. Кондиционер присущ только кабине водителя.